# Coppa del Presidente degli Emirati Arabi Uniti
La Coppa del Presidente degli Emirati Arabi Uniti (in arabo كأس رئيس الدولة‎?, in inglese UAE President's Cup) è la coppa nazionale calcistica emiratina. È organizzata a cadenza annuale dalla Federazione calcistica degli Emirati Arabi Uniti.

## Storia
La Coppa del Presidente ha visto la sua prima edizione nella stagione 1974-75, diventando fin da subito una competizione molto sentita dagli appassionati di calcio negli Emirati Arabi Uniti. La prima partita della storia della competizione si è giocata il 20 marzo 1974 tra Al-Wasl e Ajman, la sfida si concluse col risultato di 2-3 per la squadra fuori casa, di Ali Saeed fu il primo goal della competizione.
L'Shabab Al-Ahli e lo Sharjah condividono il maggior numero di vittorie nella coppa con 10 edizioni vinte ciascuno; mentre all'Al-Ain appartiene il record di maggior presenze in finale, con 14 apparizioni.

## Albo d'oro
| Stagione | Campione                                      | Risultato                                     | Finalista                                     |
| -------- | --------------------------------------------- | --------------------------------------------- | --------------------------------------------- |
| 1974-75  | Al-Ahli Dubai                                 | 2-0                                           | Al-Nasr                                       |
| 1975-76  | non disputata                                 | non disputata                                 | non disputata                                 |
| 1976-77  | Al-Ahli Dubai                                 | 1-1 (4-3 dtr)                                 | Al-Shabab                                     |
| 1977-78  | non disputata                                 | non disputata                                 | non disputata                                 |
| 1978-79  | Sharjah                                       | 1-1 (3-0 dtr)                                 | Al-Ain                                        |
| 1979-80  | Sharjah                                       | 1-0                                           | Al-Nasr                                       |
| 1980-81  | Al-Shabab                                     | 3-1                                           | Al-Ain                                        |
| 1981-82  | Sharjah                                       | 2-0                                           | Al-Shabab                                     |
| 1982-83  | Sharjah                                       | 2-0                                           | Al-Wasl                                       |
| 1983-84  | Ajman                                         | 4-1                                           | Al-Nasr                                       |
| 1984-85  | Al-Nasr                                       | 3-0                                           | Al-Shabab                                     |
| 1985-86  | Al-Nasr                                       | 2-1                                           | Al-Wasl                                       |
| 1986-87  | Al-Wasl                                       | 2-0                                           | Al-Khaleej                                    |
| 1987-88  | Al-Ahli Dubai                                 | 3-2                                           | Al-Shabab                                     |
| 1988-89  | Al-Nasr                                       | 1-0                                           | Al-Wahda                                      |
| 1989-90  | Al-Shabab                                     | 2-1                                           | Al-Ain                                        |
| 1990-91  | Sharjah                                       | 3-0                                           | Al-Wasl                                       |
| 1991-92  | Baniyas                                       | 2-1                                           | Al-Nasr                                       |
| 1992-93  | Al-Shaab                                      | 2-1                                           | Al-Wasl                                       |
| 1993-94  | Al-Shabab                                     | 1-0                                           | Al-Ain                                        |
| 1994-95  | Sharjah                                       | 0-0 (5-4 dtr)                                 | Al-Ain                                        |
| 1995-96  | Al-Ahli Dubai                                 | 4-1                                           | Al-Wahda                                      |
| 1996-97  | Al-Shabab                                     | 1-1 (5-4 dtr)                                 | Al-Nasr                                       |
| 1997-98  | Sharjah                                       | 3-2                                           | Al-Wasl                                       |
| 1998-99  | Al-Ain                                        | 1-0                                           | Al-Shabab                                     |
| 1999-00  | Al-Wahda                                      | 1-1 (8-7 dtr)                                 | Al-Wasl                                       |
| 2000-01  | Al-Ain                                        | 3-2                                           | Al-Shaab                                      |
| 2001-02  | Al-Ahli Dubai                                 | 3-1                                           | Al-Jazira                                     |
| 2002-03  | Sharjah                                       | 1-1 (6-5 dtr)                                 | Al-Wahda                                      |
| 2003-04  | Al-Ahli Dubai                                 | 2-1                                           | Al-Shaab                                      |
| 2004-05  | Al-Ain                                        | 3-1                                           | Al-Wahda                                      |
| 2005-06  | Al-Ain                                        | 2-1                                           | Sharjah                                       |
| 2006-07  | Al-Wasl                                       | 4-1                                           | Al-Ain                                        |
| 2007-08  | Al-Ahli Dubai                                 | 2-0                                           | Al-Wasl                                       |
| 2008-09  | Al-Ain                                        | 1-0                                           | Al-Shabab                                     |
| 2009-10  | Emirates                                      | 3-1                                           | Al-Shabab                                     |
| 2010-11  | Al-Jazira                                     | 4-0                                           | Al-Wahda                                      |
| 2011-12  | Al-Jazira                                     | 3-1                                           | Baniyas                                       |
| 2012-13  | Al-Ahli Dubai                                 | 4-3                                           | Al-Shabab                                     |
| 2013-14  | Al-Ain                                        | 1-0                                           | Al-Ahli Dubai                                 |
| 2014-15  | Al-Nasr                                       | 1-1 (3-0 dtr)                                 | Al-Ahli Dubai                                 |
| 2015-16  | Al-Jazira                                     | 1-1 (6-5 dtr)                                 | Al-Ain                                        |
| 2016-17  | Al-Wahda                                      | 3-0                                           | Al-Nasr                                       |
| 2017-18  | Al-Ain                                        | 2-1                                           | Al-Wasl                                       |
| 2018-19  | Shabab Al-Ahli                                | 2-1                                           | Al Dhafra                                     |
| 2019-20  | cancellata a causa della pandemia di COVID-19 | cancellata a causa della pandemia di COVID-19 | cancellata a causa della pandemia di COVID-19 |
| 2020-21  | Shabab Al-Ahli                                | 2-1                                           | Al-Nasr                                       |
| 2021-22  | Sharjah                                       | 1-0                                           | Al-Wahda                                      |
| 2022-23  | Sharjah                                       | 1-1 (14-13 dtr)                               | Al-Ain                                        |
| 2023-24  | Al-Wasl                                       | 4-1                                           | Al-Nasr                                       |
| 2024-25  | Shabab Al-Ahli                                | 2-1                                           | Sharjah                                       |

## Vittorie per squadra
| Club                          | Vittorie | Finale | Anni vittorie                                                    | Anni finali                                    |
| ----------------------------- | -------- | ------ | ---------------------------------------------------------------- | ---------------------------------------------- |
| Al-Ahli Dubai/ Shabab Al-Ahli | 11       | 2      | 1975, 1977, 1988, 1996, 2002, 2004, 2008, 2013, 2019, 2021, 2025 | 2014, 2015                                     |
| Sharjah                       | 10       | 2      | 1979, 1980, 1982, 1983, 1991, 1995, 1998, 2003, 2022, 2023       | 2006, 2025                                     |
| Al-Ain                        | 7        | 8      | 1999, 2001, 2005, 2006, 2009, 2014, 2018                         | 1979, 1981, 1990, 1994, 1995, 2007, 2016, 2023 |
| Al-Nasr                       | 4        | 8      | 1985, 1986, 1989, 2015                                           | 1975, 1980, 1984, 1992, 1997, 2017, 2021, 2024 |
| Al-Shabab                     | 4        | 7      | 1981, 1990, 1994, 1997                                           | 1977, 1985, 1988, 1999, 2009, 2010, 2013       |
| Al-Wasl                       | 3        | 8      | 1987, 2007, 2024                                                 | 1983, 1986, 1991, 1993, 1998, 2000, 2008, 2018 |
| Al-Jazira                     | 3        | 1      | 2011, 2012, 2016                                                 | 2002                                           |
| Al-Wahda                      | 2        | 6      | 2000, 2017                                                       | 1989, 1996, 2003, 2005, 2011, 2022             |
| Al-Shaab                      | 1        | 3      | 1993                                                             | 1982, 2001, 2004                               |
| Baniyas                       | 1        | 1      | 1992                                                             | 2012                                           |
| Ajman                         | 1        | 0      | 1984                                                             | –                                              |
| Emirates                      | 1        | 0      | 2010                                                             | –                                              |
| Al Dhafra                     | 0        | 1      | –                                                                | 2019                                           |
| Khor Fakkan                   | 0        | 1      | –                                                                | 1987                                           |
| Totale                        | 46       | 46     |                                                                  |                                                |

## Capocannonieri
| 1974-75 | Mohamed Hamdoun                                          | Al-Ahli Dubai                     | 5           |            |            |            |            |
| 1975-76 | Cancellata                                               | Cancellata                        | Cancellata  | Cancellata | Cancellata | Cancellata | Cancellata |
| 1976-77 | Sconosciuto                                              | Sconosciuto                       | Sconosciuto |            |            |            |            |
| 1977-78 | Cancellata                                               | Cancellata                        | Cancellata  | Cancellata | Cancellata | Cancellata | Cancellata |
| 1978-79 | Ahmed Abdullah                                           | Al-Ain                            | 5           |            |            |            |            |
| 1979-82 | Sconosciuto                                              | Sconosciuto                       | Sconosciuto |            |            |            |            |
| 1982-83 | Adnan Al Talyani                                         | Al-Shaab                          | 13          |            |            |            |            |
| 1983-84 | Ahmed Al Mulla                                           | Al-Khaleej                        | 4           |            |            |            |            |
| 1984-85 | Khalid Ismail                                            | Al-Nasr                           | 7           |            |            |            |            |
| 1985-86 | Fahad Khamees                                            | Al-Wasl                           | 6           |            |            |            |            |
| 1987-88 | Khalid Abdullah                                          | Al-Shabab                         | 7           |            |            |            |            |
| 1988-89 | Salim Khalifa Alshamsi                                   | Al-Wahda                          | 4           |            |            |            |            |
| 1989-90 | Sconosciuto                                              | Sconosciuto                       | Sconosciuto |            |            |            |            |
| 1990-91 | Abdulrazzaq Ibrahim                                      | Sharjah                           | 7           |            |            |            |            |
| 1991-92 | Sconosciuto                                              | Sconosciuto                       | Sconosciuto |            |            |            |            |
| 1992-93 | Mubarak Mohamed                                          | Al-Shaab                          | 4           |            |            |            |            |
| 1993-98 | Sconosciuto                                              | Sconosciuto                       | Sconosciuto |            |            |            |            |
| 1998-99 | Jasem Al-Huwaidi                                         | Al-Shabab                         | 6           |            |            |            |            |
| 1999-03 | Sconosciuto                                              | Sconosciuto                       | Sconosciuto |            |            |            |            |
| 2003-04 | Denílson Martins Nascimento                              | Dubai Club                        | 21          |            |            |            |            |
| 2004-05 | Ismail Matar                                             | Al-Wahda                          | 5           |            |            |            |            |
| 2005-06 | Anderson Barbosa                                         | Sharjah                           | 8           |            |            |            |            |
| 2006-07 | Nenad Jestrović                                          | Al-Ain                            | 4           |            |            |            |            |
| 2007-08 | Ahmed Khalil Faisal Khalil Alexandre Oliveira Essa Obaid | Al-Ahli Dubai Al-Wasl Al-Shabab   | 4           |            |            |            |            |
| 2008-09 | André Dias                                               | Al-Ain                            | 9           |            |            |            |            |
| 2009-10 | Michaël N'dri                                            | Ittihad Kalba                     | 11          |            |            |            |            |
| 2010-11 | Jader Baré                                               | Al-Jazira                         | 5           |            |            |            |            |
| 2011-12 | Ricardo Oliveira                                         | Al-Jazira                         | 7           |            |            |            |            |
| 2012-13 | Edgar Bruno                                              | Al-Shabab                         | 4           |            |            |            |            |
| 2013-14 | Asamoah Gyan Patrick Fabiano                             | Al-Ain Fujairah                   | 6           |            |            |            |            |
| 2014-15 | Asamoah Gyan Ahmed Khalil                                | Al-Ain Al-Ahli Dubai              | 4           |            |            |            |            |
| 2015-16 | Dyanfres Douglas Ali Mabkhout                            | Al-Ain Al-Jazira                  | 5           |            |            |            |            |
| 2016-17 | Balázs Dzsudzsák Mamadou Coulibaly Hassan Rashid         | Al-Wahda Dubai Club Dibba Al Hisn | 5           |            |            |            |            |
| 2017-18 | Caio Canedo Papa Waigo Marcus Vinícius                   | Al-Wasl Al-Dhaid Al Hamriyah      | 5           |            |            |            |            |
| 2018-19 | Adeílson                                                 | Al-Uruba                          | 5           |            |            |            |            |
| 2019-20 | Cancellata                                               | Cancellata                        | Cancellata  | Cancellata | Cancellata | Cancellata | Cancellata |
| 2020-21 | Diogo Acosta                                             | Emirates                          | 7           |            |            |            |            |
| 2021-22 | Diogo Acosta                                             | Dibba Al-Fujairah                 | 8           |            |            |            |            |
| 2022-23 | Mohamed Ben Larbi Diogo Acosta                           | Ajman Emirates                    | 4           |            |            |            |            |
| 2023-24 | Ali Saleh Adel Taarabt                                   | Al-Wasl Al-Nasr                   | 4           |            |            |            |            |
| 2024-25 | Caio Lucas                                               | Sharjah                           | 4           |            |            |            |            |